# Discografia di Jimmy Fontana
Questa voce raccoglie la discografia di Jimmy Fontana, artista musicale italiano attivo tra il 1958 e il 2016.

## Discografia in Italia

### Album

#### 33 giri
- 1962: I bestsellers (Meazzi, MLX 03001; raccolta con brani del periodo Hollywood)
- 1963: Jimmy Fontana (RCA Italiana, PML/PSL 10367)
- 1964: Natale in famiglia (Meazzi, MLX 04025; con altri artisti; brani del periodo Hollywood)
- 1966: I bestsellers (Meazzi, MLX 04038; ristampa di MLX 03001)
- 1967: La mia serenata (RCA Italiana, serie Special, S 29)

#### CD
- 1994: Una vecchia canzone italiana (Pravo Music)
- 1996: Arrivederci (Replay Music, RSCD 8014; raccolta del periodo Hollywood)
- 2000: La bamba (con Paolo Ormi e la sua Orchestra) (DV More, CDDDV 5650)

### EP
- 1958: Flaminia Street Jazz Band in Milan (Astraphon, E.1243; con la Flaminia Street Jazz Band)
- 1958: A New Star Is Born! (Astraphon, E.1244; con la Flaminia Street Jazz Band)
- 1958: Poker di jazz (Astraphon, E.1248; come Jimmy Fontana and His Trio)
- 1959: There's A Small Hotel/Piove/Alexander's Ragtime Band/I Got Rhythm (Consorti, JE-2001; con la Roman New Orleans Jazz-Band)
- 1959: When The Saints Go Marching In/Love Is Just Around The Corner/Moonglow/The Lady Is A Tramp (Consorti, JE-2002; con la Roman New Orleans Jazz-Band)
- 1960: Solitudine/Portami tante rose/Piccolo amor/Paper Moon (Consorti, MLE 10006)
- 1960: Poker di jazz (Hollywood, HE 3002; ristampa di Astraphon, E.1248)
- 1961: Lady Luna/Io amo tu ami/Mare di dicembre/A.A.A.Adorabile cercasi (Hollywood, HE 3017)

### Singoli

#### 45 giri
- 1959: There's A Small Hotel / Piove (Consorti JA 2001; con la Roman New Orleans Jazz-Band)
- 1959: If You Knew / Still Of The Night (Hollywood H 1002)
- 1959: Sei tu / Paradis (Hollywood H 1008)
- 1959: Quando ti vidi partir / Come un ladro d'amor (Hollywood H 1009)
- 1959: La mia donna si chiama desiderio / Sugar Moon (Hollywood H 1013)
- 1960: Romantica / Noi (Hollywood H 1015)
- 1960: Libero / Perdoniamoci (Hollywood H 1016)
- 1960: Il mio angelo custode / Georgia (Hollywood H 1018)
- 1960: Sei tu / Arrivederci (Hollywood H 1020)
- 1960: Bevo / Impazzire d'amore (Hollywood H 1029)
- 1960: Il tempo s'è fermato / Non dirlo a nessuno (Hollywood H 1030)
- 1960: Diavolo / Semplici parole (Hollywood H 1043)
- 1960: Bacco, tabacco e Venere / Bevo (Hollywood H 1044)
- 1960: Estate / Baby non bere (Hollywood H 1045)
- 1960: Il nostro concerto / Non domandare alle stelle (Hollywood H 1046)
- 1960: Buon Natale a tutto il mondo / Jingle Bells (Hollywood H 1050)
- 1960: Buon Natale a tutto il mondo / Il nostro Natale (Hollywood H 1052)
- 1960: Diavolo / Non domandare (Hollywood H 1056)
- 1960: Calmo / Chi di noi due (Hollywood H 1059)
- 1961: Mi butto / Sei come il mare (Hollywood H 1060)
- 1961: Lady Luna / A.A.A. adorabile cercasi (Hollywood H 1068)
- 1961: Mese di dicembre / Io amo, tu ami (Hollywood H 1069)
- 1961: Non sei mai stata così bella / Via da te, via da me (Hollywood H 1075)
- 1961: Le case / Nostalgia (Hollywood H 1076)
- 1961: Il cavaliere della valle solitaria / Solo (Hollywood H 1080)
- 1961: Sogno un rock'n'roll e te / Sogno un rock'n'roll e te (seconda parte) (Hollywood, H 1091)
- 1961: Tutta musica / Striscioline (Hollywood H 1102)
- 1961: Tre gocce di pianto / Cuore girovago (Hollywood H 1103)
- 1961: Granada / La rumba delle noccioline (Hollywood H 1104)
- 1961: Cha-cha dell'impiccato / Baci cha cha cha (RCA Italiana PM45-0137)
- 1961: Dove sei stata? / Tu sei brutta (Hollywood H 1111)
- 1961: Mi fanno ridere / Nostalgia (Hollywood H 1113)
- 1961: Sogno un rock'n'roll e te / Ciao tesoro (Hollywood H 1120)
- 1962: Estate e fumo / Piano piano (RCA Italiana PM45-3081)
- 1962: Davanti a te / Quello che è stato è stato (RCA Italiana PM45-3103)
- 1962: Maria-ria / Bugiarda (RCA Italiana PM45-3123; entrambi i brani con Gianni Meccia )
- 1962: Nicole / Twist n° 9 (RCA Italiana PM45-3125; il brano sul lato A è cantato da Gianni Meccia)
- 1962: Il poeta pianse / Un pugno di raggi d'oro (RCA Italiana PM45-3141)
- 1963: Non te ne andare / Pussy (RCA Italiana PM45-3225)
- 1964: O te o nessuna / Ma che ci faccio (RCA Italiana PM45-3261)
- 1964: E quanto tempo durerà / La notte che son partito (RCA Italiana PM45-3288)
- 1965: Il mondo / Allora sì (RCA Italiana PM45-3316)
- 1966: Pensiamoci ogni sera / Un regalo (RCA Italiana PM45-3341)
- 1966: Cammina cammina / Non scherzare con il fuoco (RCA Italiana PM45-3356)
- 1966: Guantanamera / Corri (RCA Italiana PM45-3373)
- 1967: Nasce una vita / La mia stella (RCA Italiana PM45-3385)
- 1967: La mia serenata / Per vivere insieme (RCA Italiana PM45-3404)
- 1967: Per una donna / Guardando il tuo viso di donna (RCA Italiana PM 3431)
- 1967: Mississippi Greep / Vino Rosso(ARC AN 4126; con lo pseudonimo I Kasù)
- 1968: La nostra favola / A te (RCA Italiana PM 3447)
- 1968: Cielo rosso / Innamorata (RCA Italiana PM 3451)
- 1969: La sorpresa / Se tu soffrissi quanto soffro io (ARC AN 4166)
- 1969: A che gioco giochiamo?/ T'aspetterò (ARC AN 4176)
- 1969: Melodia / Amore a primavera (ARC AN 4185)
- 1970: Mille amori / Il matrimonio (ARC AN 4195)
- 1970: L'amore non è bello (se non è litigarello) / Mille amori (ARC AN 4196)
- 1970: Bella, sdraiata e sola / È così difficile (RCA Italiana PM 3514)
- 1971: Giulietta e Romeo / Tarzan (RCA Italiana PM 3584)
- 1971: Impossibile / Per via aerea (RCA Italiana PM 3602)
- 1972: La ballata della speranza / Chi vivrà vedrà (RCA Italiana PM 3661)
- 1973: Made in Italy / Il mondo (RCA Italiana PM 3704)
- 1978: Identikit (versione italiana) / Identikit (versione inglese) (RCA Original Cast BB 6130)
- 1979: L'ape Magà/Piccolo Remi (RCA Original Cast BB 6410; sul lato A cantano I Nostri figli di Nora Orlandi)
- 1981: Bambola bambina / Il mondo (RCA Original Cast BB 6557)
- 1982: Beguine / Che sarà (RCA Italiana PB 6573)
- 1989: Oh mama' / Oh mama' (strumentale) (RCA Talent ZB 42951; inciso come Casafontana)

#### 45 giri Flexy-disc
Sono incisi da un solo lato e allegati in omaggio alla rivista Il Musichiere:
- 1960: Venus (The Red Record, N. 20046) (Il Musichiere N° 57, 4 febbraio)
- 1960: Words (Semplici parole) (The Red Record, N. 20077) (Il Musichiere N° 88, 3 settembre)
- 1960: Ruberò il respiro dei fiori (The Red Record, N. 20084) (Il Musichiere N° 95, 22 ottobre)

## Discografia con i Super 4

### Album

#### 33 giri
- 1984 - Super4 (Siglaquattro/RCA, SIG 1021)
- 1987 - I Super 4: Belle senza età (RCA Italiana, TL 71415)
- 1989 - Super quattro (Dischi Ricordi, SMRL 6405)

#### CD
- 2002 - I Super 4: I ragazzi di ieri (Azzurra Music, TRI 1046)

### Singoli

#### 45 giri
- 1984 - Superquattro/Italian song (Siglaquattro/RCA, SIG 1021)
- 1986 - Non abbiamo l'età/Non abbiamo l'età (strumentale) (Five Record, FM 13137)

## Discografia fuori dall'Italia

### 45 giri
- 1965: El mundo/O tu o ninguna (RCA Victor, 3-10149; pubblicato in Spagna)
- 1966: Pensemos cada noche/Camina camina (RCA Victor, 3-10159; pubblicato in Spagna)
- 1966: Pensiamoci ogni sera/Un regalo (RCA Victor, LC 16138; pubblicato in Brasile)
- 1967: Nasce una vida/Corre (RCA Victor, 3-10212; pubblicato in Spagna)
- 1967: On peut aussi pleurer de joie/Pour Anna-Laura (RCA Victor, 49537; pubblicato in Francia)
- 1968: Delilah/Cielo rojo (RCA Victor, 31A-1295; pubblicato in Argentina)
- 1968: Roter Himmel, Gruenes Land/Adieu (RCA Victor, 6467; pubblicato in Germania)
- 1969: Melodia/Amor en primavera (RCA Victor, 3-10425; pubblicato in Spagna)
- 1970: El Arca De Noe/El amor es una paloma (RCA, 1664; pubblicato in Argentina)[1]

### EP
- 1960: Diablo/Simples palabras/Il tempo s'è fermato/Rencontreremonos (Belter, 50363; pubblicato in Spagna)
- 1965: Il mondo (RCA Victor, 3-20918; pubblicato in Spagna)
- 1966: Pensiamoci ogni sera/Un regalo/Piano piano/Una sola (RCA Victor, 86490; pubblicato in Francia)
- 1967: Por una mujer (RCA Victor, 3-10266; pubblicato in Spagna)
- 1969: A che gioco giochiamo (RCA Victor, TP 468; pubblicato in Portogallo)